# 치빈구
치빈구(한국어: 기빈구, 중국어: 淇滨区, 병음: Qíbīn Qū)는 중화인민공화국 허난성 허비 시의 현급 행정구역이다. 넓이는 295km2이고, 인구는 2007년 기준으로 180,000명이다.

## 행정 구역
1개 가도, 2개 진, 2개 향을 관할한다.
- 가도: 金山街道.
- 진: 大赉店镇, 钜桥镇.
- 향: 上峪乡, 大河涧乡.